# Валькаркай (арктическая станция)
Валькарка́й — труднодоступная полярная станция на арктическом побережье Восточно-Сибирского моря, в пределах Чаунского района Чукотского автономного округа России.
Расположена на косе, отделяющей лагуну Валькаркай от акватории моря.
Подчинена государственному учреждению «Чукотское управление по гидрометеорологии и мониторингу окружающей среды».

## История
Станция Валькаркай была основана в 1935 году на трассе Северного морского пути, весной 1941 года была перенесена на нынешнее место. На станции проводятся метеорологические и гидрологические наблюдения, мониторинг загрязнения окружающей среды. С 1999 года в рамках российско-японского сотрудничества ведутся работы по исследованию магнитного поля Земли.
В 2009 году на станцию было поставлено новое оборудование Арктического и антарктического научно-исследовательского института. Тогда численность персонала станции составила 6 человек.
В 2008 году здесь проходили съёмки художественного фильма Как я провёл этим летом.
В 2012 году на станцию произошло нападение белого медведя, приехавшие на вездеходе полицейские были вынуждены застрелить хищника.